# Estación de Son Castelló
Son Castelló es una estación de la línea M1 del Metro de Palma. Fue inaugurada el 25 de abril de 2007.
Es una estación subterránea situada en la Gran vía Asima, en el polígono industrial de Son Castelló, que da nombre a la estación. Dispone de dos andenes laterales conectados por un paso inferior.

## Accesos
- Gran vía Asima